# Сисолятін Іван Іванович
Сисоля́тін Іва́н Іва́нович (нар. 17 листопада 1924, Перм'яки, Кіровська область, СРСР — пом. 26 лютого 1997, Севастополь, Україна) — радянський військовик, полковник, перший командир 810-го окремого полку морської піхоти Чорноморського флоту у 1966–1971 роках. Учасник Другої світової війни. Кавалер двох орденів Вітчизняної війни I ступеня та ордена Вітчизняної війни II ступеня.

## Біографія
Був старшим сином у селянській родині. З 1937 по 1940 рік паралельно з навчанням у середній школі працював на лесоучастках. Після закінчення школи з 1940 по 1942 — бригадир рільничої бригади. До лав Радянської Армії Іван Сисолятін був покликаний в травні 1942 року.
Після закінчення Львівського військово-піхотного училища з квітня 1943 року по травень 43 роки воював на Калінінському фронті в складі 46 гвардійської стрілецької дивізії.
Після першого тяжкого поранення під Великими Луками в 1943 році провів три місяці в госпіталі. З серпня 1943 по січень 1944 воював на Смоленському фронті в 9 гвардійської стрілецької дивізії на посаді командира кулеметного взводу. Був легко поранений під Оршею (Білорусь). У січні 1944 року поранений, лікувався в Удмуртії, в госпіталі № 3638.
У липні 1944 року, повернувся в армію. До липня 1946 ніс службу в 34 запасний стрілецької дивізії 14 стрілецького полку на посаді командира навчального взводу. Два роки командував кулеметним взводом полкової школи 12 гвардійської механізованої дивізії 42 гвардійського механізованого полку.

## Командир батальйону морської піхоти
У 1966 року після проходження курсів підвищення кваліфікації командирського складу в Гомелі та курсів «Постріл» в Москві Іван Сисолятін був призначений командиром батальйону 336 ОПМП Бальтійського флоту (м Балтійськ).
18 листопада 1966 на підставі директиви міністерства оборони СРСР на Червонопрапорному Чорноморському Флоті з підрозділів полку морської піхоти Балтійського флоту і особового складу 135 мотострілецького полку Закавказького військового округу був сформований 309 окремий батальйон морської піхоти.
Командувачем батальйону призначений підполковник Сисолятін Іван Іванович.

## Командир полку морської піхоти
15 грудня 1967 на база 309 окремого батальйону морської піхоти ЧФ був сформований 810 окремий полк морської піхоти Чорноморського флоту. Командир полку — підполковник Сисолятін Іван Іванович.
17 грудня 1967 полк відвідав Адмірал флоту СРСР Горшков С. Г. і з задоволенням відзначив високу якість проведеної роботи всіх посадових осіб, які брали участи е у створенні нової частини морської піхоти. На фотографії, зробленій у військовій частині в б. Казачья, показані С. Г. Горшком і командир полку І. І. Сисолятін.
За час свого існування полк неодноразово брав участь у несенні бойової служби в районах Єгипту, Сирії, Гвінеї, Анголи. Всі завдання бойової служби десанти, які формуються на базі полку, виконували з високими результатами.
31 жовтня 1974 ОПМП був нагороджений Вимпелом міністра оборони «За мужність і військову доблесть». Вручали Вимпел міністр оборони Маршал Радянського Союзу Гречко А. А. та начальник головного політичного управління Радянської Армії і Військово-Морського Флоту генерал армії Епишев А. А. 

## Викладацька робота
У 1971 році Іван Іванович залишив пост командувача полком у званні полковника і до 1977 року працював в училищі імені П. С. Нахімова. Помер 26 лютого 1997.

## Нагороди
- Орден Вітчизняної війни I ст. (6 квітня 1985)[1]
- Орден Вітчизняної війни I ст. (3 серпня 1945) — за зразкове виконання бойових завдань командування на фронті боротьби з німецькими загарбниками та проявлені при цьому звитягу та мужність[2]
- Орден Вітчизняної війни II ст. (6 листопада 1945) — за зразкове виконання бойових завдань командування на фронті боротьби з німецькими загарбниками та проявлені при цьому звитягу та мужність[3]